# 30 Minutes
A 30 Minutes a t.A.T.u. 2003-ban megjelenő dala, ami a 200 km/h in the Wrong Lane című albumon található meg. Orosz változata a "30 Minut" (magyarul: 30 Perc).
A dal végén Julia zárómondata ("Mama, Papa, Forgive Me"; magyarul: anya, apa, bocsássatok meg nekem) még több dalban és remix-ben is elhangzik.

## Dal listák
Európa
1. 30 Minutes (Album verzió)
2. 30 Minutes (Remix)
3. 30 Minutes (Videó)

## Videóklip
A videóban Lena egy körhintán ül egy fiúval miközben csókolóznak és fogdossák egymást. A közelképen fiú Lena mellét és fenekét fogdossa. Julia és az iskolai fürdőszoba WC-jében egy időzítős bombát vesz elő. A videó végén, Julia bombája felrobbantja a körhintát. Ivan Shapovalov irányította a felvételeket, amelyeket Oroszországban készítettek.

## Értékelések
| Ország                   | Helyezés |
| ------------------------ | -------- |
| Hong Kong Top 20 Airplay | 1        |
| Romanian Top 100         | 34       |

## Fordítás
Ez a szócikk részben vagy egészben  a(z)   30_Minutes című angol Wikipédia-szócikk fordításán alapul.  Az eredeti cikk szerkesztőit annak laptörténete sorolja fel. Ez a jelzés csupán a megfogalmazás eredetét és a szerzői jogokat jelzi, nem szolgál a cikkben szereplő információk forrásmegjelöléseként.

## Külső hivatkozások
- 30 Minutes. YouTube (oroszul)
- 30 Minutes. YouTube (angolul)